# اندیس سنگ تزئینی (مرمریت گوهره خرم‌آباد) الماسی
سنگ تزئینی (مرمریت گوهره چگنی) الماسی یک اندیس مصالح ساختمانی است که در حوالی شهر سراب دوره در شهرستان چگنی استان لرستان قرار دارد و مادهٔ معدنی موجود در آن، سنگ تزئینی است. سنگ میزبان این اندیس سنگ آهک دولومیتی است و دیرینگی آن به دوران الیگومیوسن می‌رسد.